# Аменемхет VII
Аменемхет VII — давньоєгипетський фараон з XIII династії, відомий з Туринського царського папірусу та низки інших пам'яток, в тому числі шести циліндричних печаток.